# Дашавський завод композиційних матеріалів

Дашавський завод композиційних матеріалів — промислове підприємство, розташоване у смт. Дашава Львівської області. Територія заводу становить близько 40 га.

## Історія
Завод був створений 1946 року, як Дашавський сажевий завод. Підприємство спеціалізується на переробці сажі для виготовлення гумового взуття, ізоляційних матеріалів, автомобільних покришок. Основною сировиною для заводу був газ, з якого і виробляли сажу. У роки найбільшого розквіту на заводі працювало понад 800 осіб. Скорочення виробництва почалося вже наприкінці 1980-х років.
У 2021 році в рамках приватизації Дашавський завод композиційних матеріалів разом з базою відпочинку придбало товариство з обмеженою відповідальністю “ГЕО-НАДРА-ІНВЕСТ”. За даними Youcontrol, кінцевим власником підприємства є Зіновій Козицький.

## Діяльність
- Виробництво різних неметалевих мінеральних виробів
- Забір, очищення та постачання води
- Каналізація, відведення й очищення стічних вод
- Неспеціалізована оптова торгівля
- Роздрібна торгівля в неспеціалізованих магазинах продуктами харчування

## Інфраструктура
- база відпочинку у карпатському селі Гребенів